# Pyroraptor
Pyroraptor olympius ("zloděj olympijského ohně" – protože jeho fosílie byly objeveny po lesním požáru) byl rodem masožravého teropodního dinosaura z čeledi Dromaeosauridae. Jediný objevený jedinec žil v období svrchní křídy na území dnešní jižní Francie (Provence).

## Popis
Tento malý, asi 2,5 metru dlouhý srpodrápý lovec žil asi před 72 až 66 miliony let na území dnešního jihu Francie. Měl asi 6,5 cm dlouhé zabijácké drápy na dolních končetinách a patřil do blízkého příbuzenstva známějších rodů Velociraptor nebo Deinonychus.
V roce 1992 byly objeveny zkameněliny nekompletní kostry, popsané v roce 2000 paleontology Allainem a Taquetem pod názvem Pyroraptor olympius. Fosilie drápu podobného dromeosaurida (možná přímo identického s druhem P. olympius) byla popsána z jižní Francie roku 2022.

## V populární kultuře
Pyroraptor je hlavním aktérem pseudo-dokumentárního snímku z cyklu Dinosaur Planet s názvem "Pod". V rámci děje se samec pyroraptora s názvem "Pod" dostává na izolovaný ostrov Hateg na území dnešního Rumunska, kde se setkává s malými ostrovními formami evropských dinosaurů. Dále se Pyroraptor objevuje ve filmu Jurský svět: Nadvláda z roku 2022.